# Faun

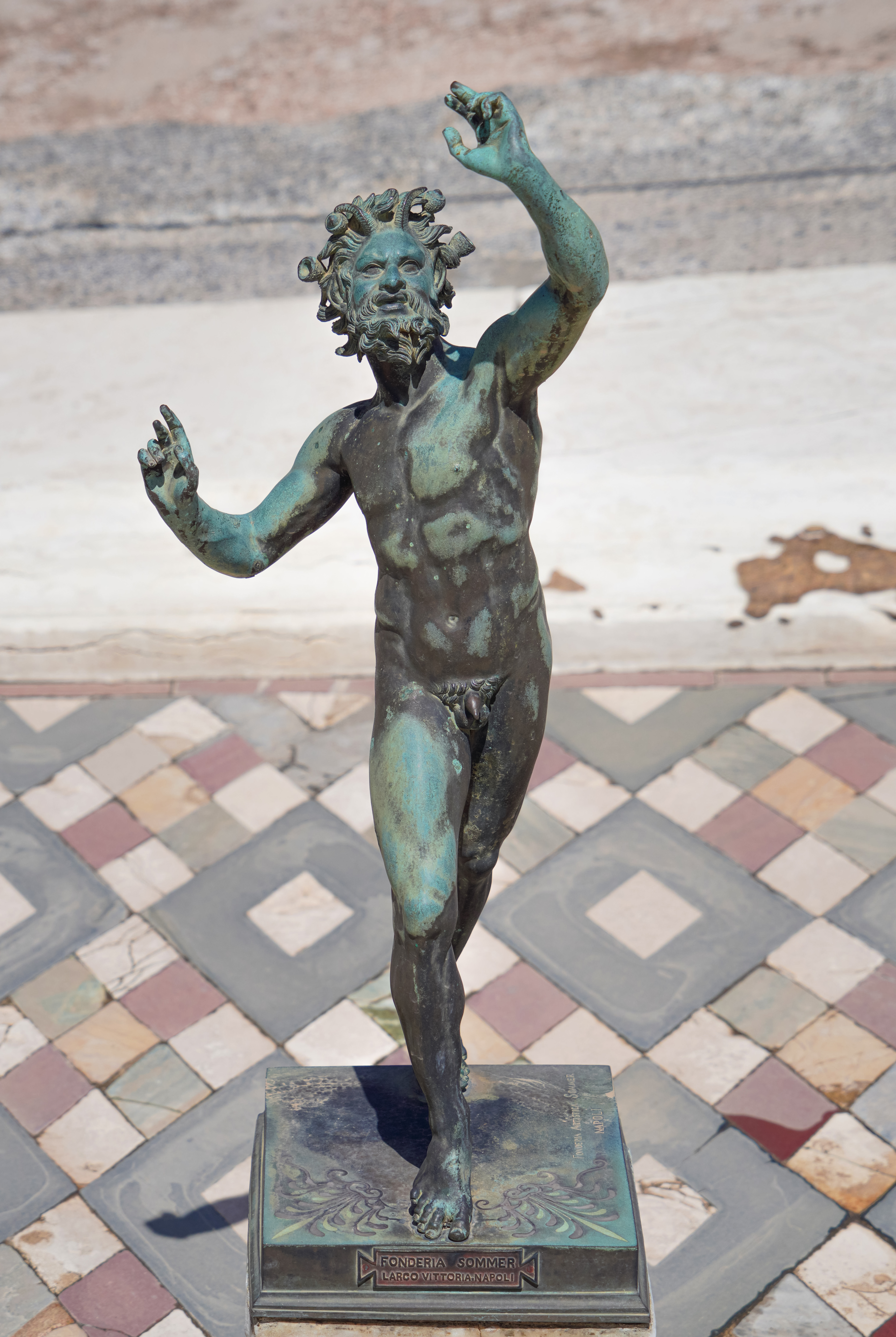
Tančící Faun (Pompeje, 1. stol.)

Faun (latinsky faunus) bylo původně římské božstvo plodnosti, ochránce polí a stád, zejména proti vlkům. Jeho ženským protějškem byla „dobrá bohyně“ Fauna, jejíž jméno dnes znamená soubor živočichů (faunu). Oba se vyskytovali v mnoha podobách, při hlavním Faunově svátku lupercalií (od lat. lupus, vlk) 15. února se mu obětovali kozlové. Z čerstvě stažených kůží dělali Faunovi kněží řemínky a důtky, jimiž šlehali mladé ženy, aby nebyly neplodné.
Faunus bylo „domácí“ italské božstvo, podle Vergilia byl Faun otcem krále Latina, snad tedy jakýmsi totemovým předkem Latinů. Když římská republika dobyla Řecko, snažili se Římané svá božstva porovnávat s řeckými. Faunovým protějškem se tak stal řecký Pan, který se zobrazoval s kozlími rohy, a tento atribut přešel i na Fauna.
Později se Faunus stal jen mytologickou postavou, podobnou řeckému Satyrovi: byla to lesní bytost s napůl lidským a napůl kozlím tělem (rohy, kopýtka), která hraje na flétnu a tančí s nymfami. V této podobě se těšil velké pozornosti v renesanci a v době romantismu.
Francouzský skladatel Claude Debussy napsal symfonickou báseň „Předehra k Faunovu odpoledni“. Režisérka Věra Chytilová podle toho nazvala svůj film Faunovo velmi pozdní odpoledne (1983).